# Fortín de Santa Rosa
Fortín de Santa Rosa és un balneari del sud de l'Uruguai, pertanyent al departament de Canelones. Així mateix, forma part de la Costa de Oro.

## Geografia
Fortín de Santa Rosa es troba al sud del departament de Canelones, al sector 17. La seva costa és banyada pel Riu de la Plata. Limita a l'oest amb Marindia i a l'est amb Villa Argentina.

## Infraestructura
El balneari té accés mitjançant la Ruta Interbalneària, sobre el quilòmetre 42 des de Montevideo.

## Població
Fortín de Santa Rosa tenia 207 habitants segons les dades del cens de 2004.
| Any  | Població |
| ---- | -------- |
| 1963 | 59       |
| 1975 | 80       |
| 1985 | 88       |
| 1996 | 181      |
| 2004 | 207      |
| 2011 | 296      |

Font: Institut Nacional d'Estadística de l'Uruguai